# Église vieille-orthodoxe russe

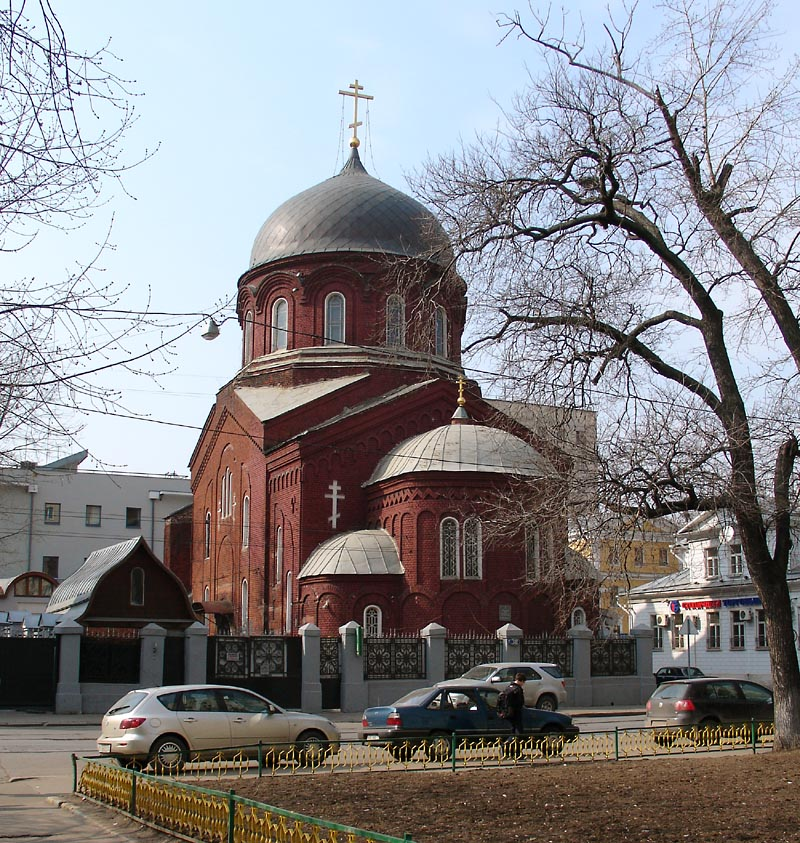
Cathédrale de Moscou (siège de l'Église)

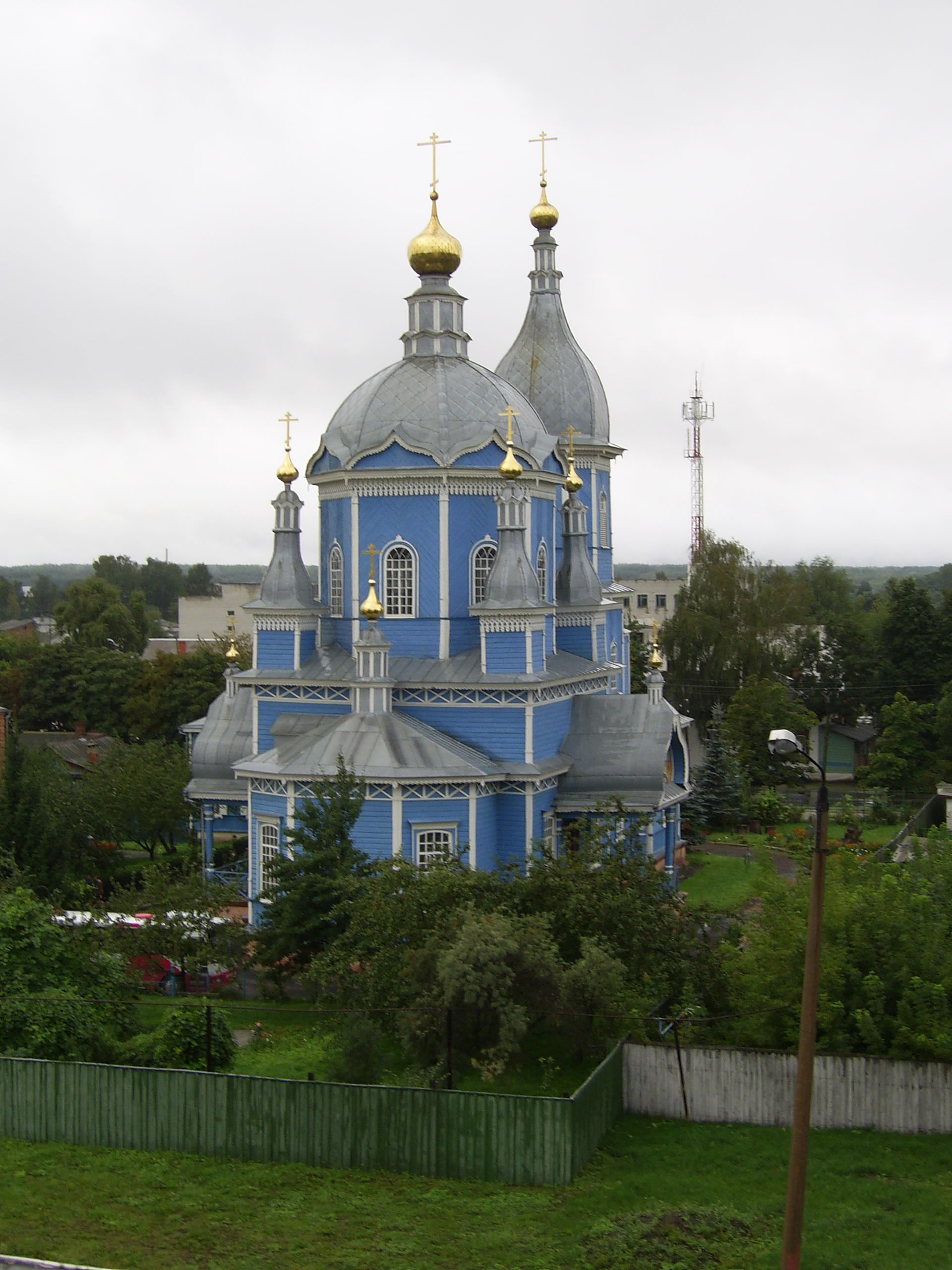
Cathédrale de Novozybkov (ancien siège 1963-2000).

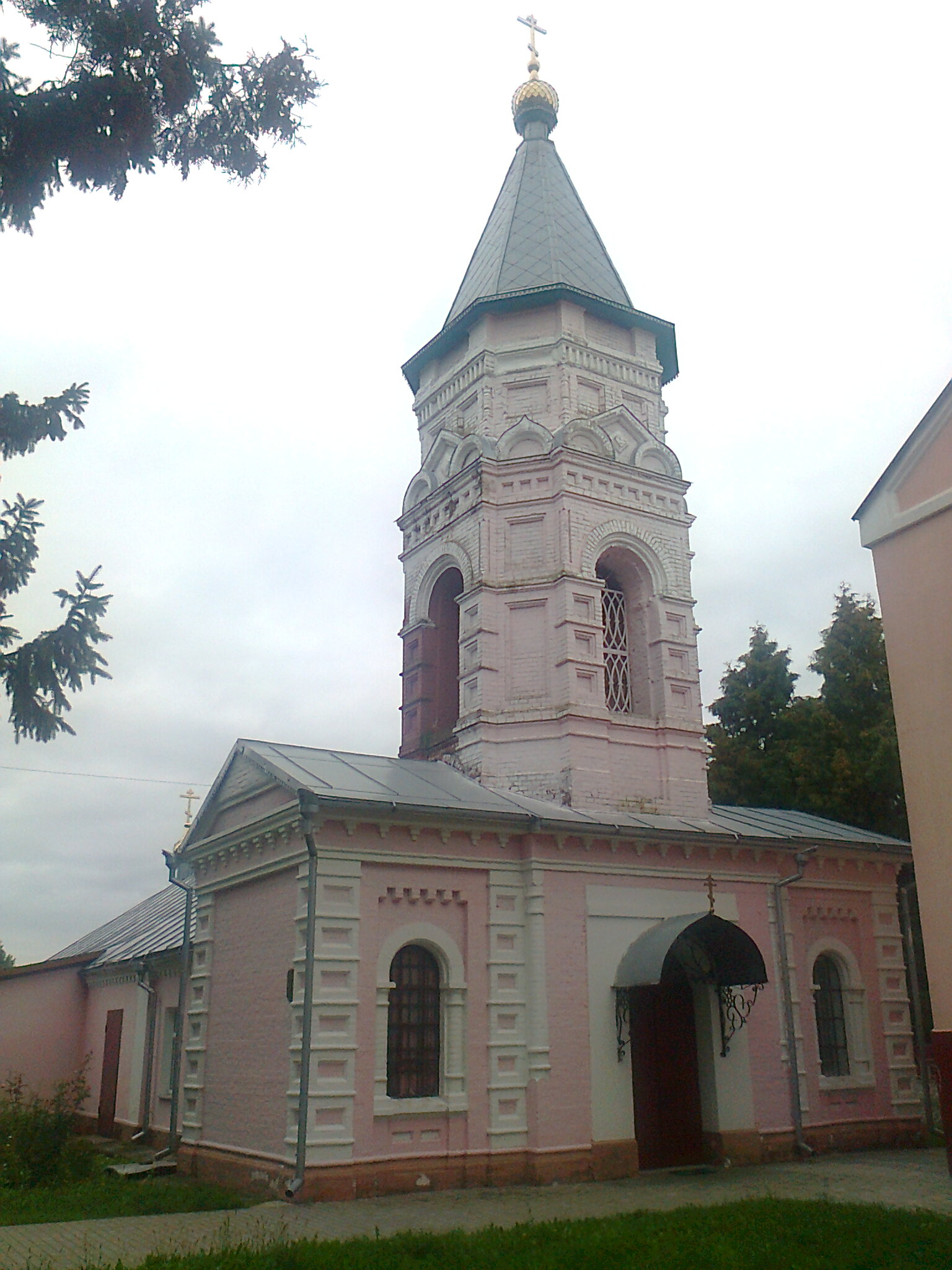
Église de Gomel (Biélorussie)

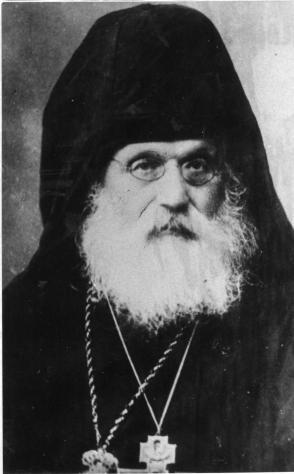
Nicolas (Pozdeïev)

L'Église vieille-orthodoxe russe (en russe : Русская Древлеправославная Церковь) est une Église orthodoxe vieille-croyante.
C'est la seconde en importance des juridictions de la branche presbytérienne (« avec prêtres ») des orthodoxes vieux-croyants. Elle s'est constituée en 1923 de groupes de Vieux-croyants qui ont refusé de reconnaître l'autorité de la « Hiérarchie de Bila Krynytsya » établie en 1848. Elle est également appelée « Hiérarchie de Novozybkov » d'après le nom de la ville où a résidé son chef hiérarchique entre 1963 et 2000.
Le chef de l'Église porte le titre de Patriarche de Moscou et de toute la Russie, avec résidence à Moscou (titulaire actuel : Alexandre depuis 2000).

## Histoire

### Hiérarchie de Novozybkov
Le rétablissement de l'épiscopat avec la création de la « Hiérarchie de Bila Krynytsya » n'est pas reconnu par tous les Vieux-croyants « avec prêtres fugitifs ». Les opposants cherchent alors à créer une autre hiérarchie.
- 1923, l'archevêque de Saratov Nicolas (Pozdeïev) de l'Église orthodoxe russe passa au rite russe ancien. L'année suivante, il s'installe à Moscou.
- 1929, l'évêque de Sverdlovsk Stéphane (Rastorgouïev) fit de même. Il avait été consacré par des évêques joséphites en opposition avec le métropolite Serge.

La succession apostolique de l'Église dérive de ces deux évêques.
L'Union des républiques socialistes soviétiques succède à l'Empire russe en 1922 (avec pertes de territoires à l'Ouest). Très vite, il mène une politique anti-religieuse qui frappe toutes les communautés religieuse et donc les différentes branches des Vieux-croyants.
- 1934 Mort de l'archevêque Nicolas.
- 1937 Mort en prison de Stéphane, successeur de Nicolas.

Pendant la période soviétique, le siège de l'Église a du déménager à plusieurs reprises du fait de la politique anti-religieuse du régime :
- en 1923, à Saratov
- de 1924 à 1955, à Moscou
- de 1955 à 1963, à Samara (Kouïbychev à l'époque soviétique)
- à partir de 1963, à Novozybkov (dans l'oblast de Briansk)

Le Synode de 2000 décide du transfert du siège de l'Église à Moscou.
- Le  9 mai 2000 Intronisation du métropolite Alexandre.

- 3 mars 2002 Alexandre devient Patriarche de Moscou et de toute la Russie.

## Doctrine et pratiques
Depuis 1923, l'Église a pu rétablir une triple hiérarchie (diacres, presbytres [prêtres], évêques). Elle se considère comme la seule héritière légitime de l'Église de Russie historique d'avant les réformes nikoniennes, sans changement ni innovation.
Les rencontres et le dialogue avec l'Église orthodoxe russe actuelle (qualifiés de « nouveaux-croyants » ou « nikoniens ») sont rejetés par une partie du clergé et des fidèles. Les mêmes rejettent de la même façon tout dialogue œcuménique et le dialogue inter-religieux.

## Organisation

### Structure territoriale

#### Russie
- Éparchie de Moscou et de toute la Russie (et aussi la Roumanie, la Bulgarie, la diaspora)
- Éparchie de la Sibérie (et aussi le Kazakhstan oriental)
- Éparchie de l'Oural (et aussi le Kazakhstan occidental)
- Éparchie de la Haute-Volga
- Éparchie de la Basse-Volga
- Éparchie de la mer d'Azov et de la mer Noire (Géorgie, Ciscaucasie, région de Krasnodar)

#### Hors Russie
- Éparchie de la Biélorussie
- Éparchie de l'Ukraine (siège à Krementchouk)
- Éparchie de Sion (Israel) et de l'Europe de l'Ouest

Il existe une paroisse dans la localité de Kasashko en Bulgarie (fondée par des Cosaques du Don vieux-croyants).
Les quatre paroisses de Turquie n'existent plus depuis les années 1970, à cause de l'émigration des communautés cosaques vers la Russie (Volga).

### Formation
La formation du clergé est assurée par l'académie de théologie ouverte en 1991 à Novozybkov.

### Monachisme
L'Église compte un monastère masculin (monastère de la Sainte-Trinité ouvert en 1992 à une quinzaine de kilomètres de Novozybkov) et deux monastères féminins (Samara et Nijni Novgorod).

## Mouvements centrifuges et schismes
Dans les années 1990, plusieurs évêques se sont séparés de l'Église pour former deux juridictions schismatiques :
- l'Église vieille-orthodoxe ibérienne slavo-géorgienne (Славяно-Грузинская Иверская Древлеправославная Церковь) a été érigée au début des années 1990 par deux évêques. Elle compte trois évêques et quelques paroisses en Géorgie et en Russie. Elle se caractérise par le fait que les services liturgiques sont célébrés en slavon et en vieux-géorgien (avec l'usage de livres liturgiques géorgiens antérieurs au XVIIIe siècle). Primat : Sawa (Javakhichvili)[2].

- l'Église vieille-orthodoxe de Russie (Древлеправославная Церковь России) a été érigée en 1999 à l'initiative d'Apollinaire (Doubinine)  en réaction à une supposée politique « rénovatrice » de l'Église. Elle disposait en 2017 de deux évêques et d'une douzaine de paroisses en Russie et en Roumanie[3]. Elle a survécu à une série de schismes et de troubles. Depuis 2017, elle est en pleine communion eucharistique avec l'Église orthodoxe vieille-ritualiste russe.

## Relations avec les autres Églises

### Relations avec les autres Églises vieilles-croyantes
Les relations sont difficiles avec l'Église orthodoxe vieille-ritualiste russe, l'autre branche presbytérienne des vieux-croyants en Russie, chacune des deux Églises contestant la légitimité de la hiérarchie de l'autre.
En Russie, l'Église a d'abord participé aux travaux du Groupe de travail pour la coordination de la coopération inter-vieux-croyants (en russe : Рабочей группы по координации межстарообрядческого сотрудничества), avant de suspendre sa participation (24 septembre 2020)
.
Ce groupe de travail s'est réuni pour la première fois le 15 janvier 2016 au Centre culturel et de pèlerinage Avvakoum au cimetière Préobrajensky de Moscou avec des représentants de l'Église orthodoxe vieille-ritualiste russe, de l'Église vieille-orthodoxe russe, de l'Église vieille-orthodoxe pomore et de l'Église vieille-orthodoxe vieille-pomore. La Confession des Chapelles, par contre, n'a pas de représentant dans ce groupe.
Le 3 mars 2016, à la Maison des nationalités de Moscou, une table ronde s'est tenue sur le thème « Problèmes réels des Vieux-croyants », à laquelle ont participé des représentants des principaux courants des Vieux-croyants de Russie, notamment les primats des différentes Églises : Corneille (Titov) de l'Église orthodoxe vieille-ritualiste russe, Alexandre de l'Église vieille-orthodoxe russe et Oleg Ivanovich Rozanov de l'Église vieille-orthodoxe pomore. Cette rencontre est une première historique.
Un Forum international des Vieux-croyants a eu lieu à Moscou les 18 et 19 mai 2021 à l'occasion du 400e anniversaire de la naissance de l'archiprêtre Avvakoum. Il a été organisé conjointement par l'Église orthodoxe vieille-ritualiste russe, l'Église vieille-orthodoxe pomore et l'Église vieille-orthodoxe vieille-pomore (par contre, sans l'Église vieille-orthodoxe russe, qui a décidé de se retirer du groupe de travail fin 2020). Parmi les 39 intervenants, on retrouve bien sûr des représentants des Églises organisatrices mais aussi des représentants de la Confession des Chapelles.

### Relations avec la Confession des Chapelles
En juin 2007, le Patriarche Alexandre, dans le cadre d'une visite du diocèse de Sibérie, a visité une des communautés des Vieux-croyants de la Confession des Chapelles. Il a ensuite envoyé en mai 2009 un appel à l'unité aux membres des communautés de la Confession des Chapelles.
Les Chapelles, lors de leur Concile local du 12 octobre 2014 à Revda ont déclaré qu'aucune décision n'avait été prise sur le rapprochement, encore moins la fusion, avec l'Église vieille-orthodoxe russe.

### Relations avec l'Église orthodoxe russe

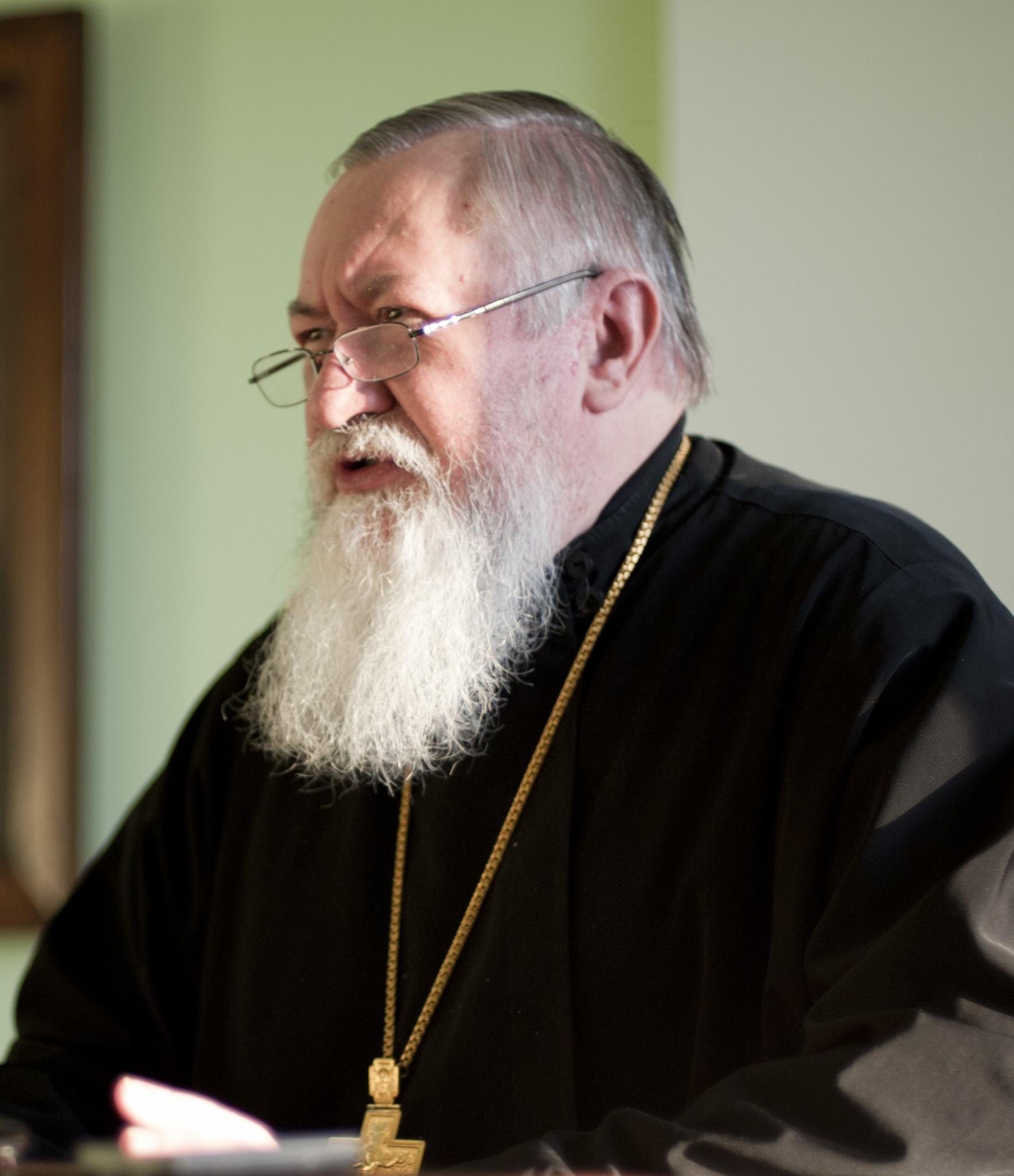
Ivan Mirolyubov, ancien responsable de l'Église vieille-orthodoxe pomore de Lettonie, passé à l'Église orthodoxe russe, secrétaire de la Commission pour les paroisses des Vieux-croyants et l'interaction avec les Vieux-croyants

En 1999, l'Église orthodoxe russe a créé une Commission pour les paroisses des Vieux-croyants et l'interaction avec les Vieux-croyants (Комиссия по делам старообрядных приходов и по взаимодействию со старообрядчеством). Depuis 2005, le secrétaire de la Commission est Ivan Ivanovitch Mirolioubov, ancien Président du Conseil suprême de l'Église vieille-orthodoxe pomore de Lettonie et ancien recteur de l'école théologique de Riga, ordonné prêtre de l'Église orthodoxe russe à Moscou en 2007.
En 2009, l'Église orthodoxe russe a créé le Centre patriarcal de l'ancienne tradition liturgique russe (Патриарший центр древнерусской богослужебной традиции) dirigé par le même Ivan Ivanovitch Mirolioubov.
Pour son parcours personnel, il est très critiqué par une grande partie des Vieux-croyants.
Le 17 mai 2008, une rencontre non officielle entre les représentants de l'Église orthodoxe russe (Patriarcat de Moscou) et de l'Église vieille-orthodoxe russe s'est déroulée à Moscou.

### Relations avec d'autres Églises orthodoxes traditionalistes
L'Église a des contacts avec certaines autres Églises orthodoxes traditionalistes, notamment avec une partie des Églises orthodoxes vieilles-calendaristes de Grèce.

## Relations avec les États et les autorités

### Russie
Le Conseil pour l'interaction avec les organisations religieuses (Совет по взаимодействию с религиозными объединениями) est un organe consultatif qui a été créé par un arrêté du président de la fédération de Russie le 24 avril 1995. C'est la plus haute instance de rencontre et l'échange entre les autorités politiques et les représentants des principales organisations religieuses de Russie. Le primat de l'Église orthodoxe vieille-ritualiste russe en est membre depuis sa création. Il a longtemps été le seul représentant des Vieux-croyants. Depuis le 16 août 2021, il y a également un représentant de l'Église vieille-orthodoxe pomore.
L'Église vieille-orthodoxe russe n'est pas représentée dans ce Conseil.

### Ukraine
Le conflit qui oppose l'Ukraine et la Russie en Crimée et le Donbass (Donetsk et Louhansk) affecte aussi l'Église vieille-orthodoxe russe en Ukraine.
Une loi du 20 décembre 2018 « Sur la liberté de conscience et des organisations religieuses » oblige les organisations religieuses qui sont liées à - ou qui ont leur siège dans - un pays considéré comme agresseur d'indiquer cette dépendance dans leur dénomination. Cinq Églises sont dans cette situation dont l'Église vieille-orthodoxe russe et son diocèse en Ukraine.

## Culture et traditions
Les fidèles de l'Église vieille-orthodoxe russe, comme les autres Vieux-croyants, ne se veulent pas seulement les héritiers légitimes de l'Église de Russie historique. Ils se considèrent aussi comme les préservateurs des valeurs et de la culture russe traditionnelles :
- ils ont conservé la pratique du chant Znamenny ;
- ils portent les habits traditionnels, notamment dans les lieux de culte (chemise avec ceinture pour les hommes, voile pour les femmes) ;
- les hommes portent la barbe non taillée.